# Чарлс Портер
Innaloo
Чарлас Чила Мајкл Портер (енгл. Charles "Chilla" Michael Porter; Бризбејн 11. јануара 1936) је бивши аустралијски атлетичар, који се такмичио у скоку увис. Школовао се у англиканској црквеној гимназији.
Два пута је учествовао на Летњим олимпијским играма 1956. у Мелбурну и 1960. у Риму. У Мелбурну је постигао највећи успех у каријери освојивши сребрну медаљу резултатом свог личног рекорда 2,10 м. Такмичње у скоку увис у Мелбурну ушло је у историју због тога што је на њему 10 пута обаран олимпијски рекорд, у чему је три пута учествовао и Портер на 2,06 м је постави рекорд, а на 2,08 м и 2,10 м изједначавао рекорд који су поставили други. Победник Чарлс Думас (САД) скочио је 2,12 метара. У Риму Портер није успео да се квалификује у финале
На Ирама Комонветлта два пута је освајао сребрне медаље 1958. у Кардифу и 1962 у Перту.